# Nanquim (arte)
Nanquim, por vezes também chamado de pintura dos letrados e Escola do sul (南宗画, pinyin: nanzhonghua), é um estilo artístico que teve seu início durante a dinastia Tang, na China, aproximadamente durante o século IX, sendo o padrão artístico chinês até o século XVII.
Inicialmente na Ásia, difundindo-se e reavivando-se durante o século XVIII na Europa e, na segunda metade do século XX, na América do Sul, nesta atingindo uma forma modificada.
O nome deste estilo deriva-se da cidade chinesa de sua origem, Nanquim, que por vários séculos foi também seu grande centro difusor; já quando se fala o termo escola do sul obrigatoriamente denota a arte e artistas que se opõem à escola formal de pintura do norte. A distinção não é geográfica, mas refere-se ao estilo e ao conteúdo das obras e, em certa medida, à posição do artista.

## Histórico

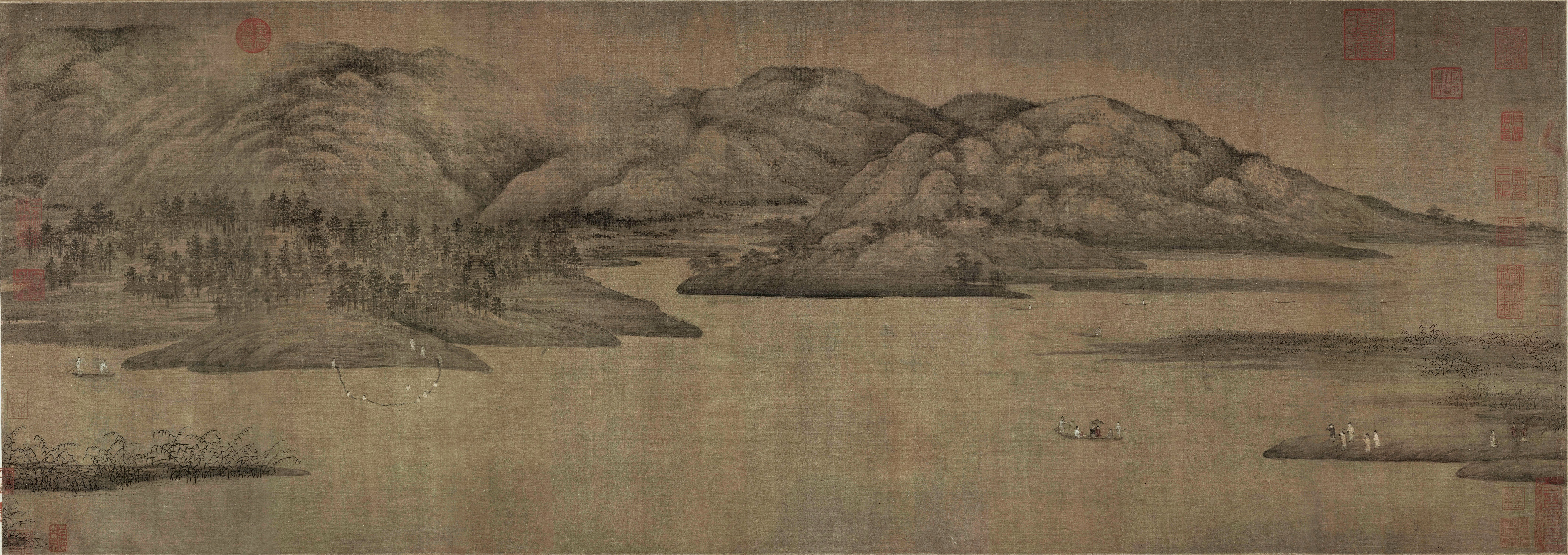
Obra Rios Xiao e Xiang (潇湘图), de Dong Yuan. Em exposição no Museu do Palácio, em Pequim.

Rompendo com o estilo anterior, kaizhiano, de retratar principalmente figuras humanas em situações cotidianas ou caóticas com a aparência serena, o estilo nanquim utiliza-se a princípio, como tema principal, a paisagem, conhecida como pintura de shan shui (água e montanha). As paisagens, geralmente monocromáticas e esparsas, não traziam o propósito de reproduzir exatamente a aparência da natureza, mas sim uma emoção ou atmosfera para captar o "ritmo" da natureza.
A pintura nanquim envolveu essencialmente as mesmas técnicas que a caligrafia tradicional, com um pincel mergulhado em tinta preta; os óleos não foram utilizados. Tal como acontece com a caligrafia, os materiais mais populares sobre os quais foram feitas pinturas foram papel e seda. Os trabalhos acabados foram então montados em pergaminhos, que podiam ser pendurados ou enrolados. A pintura nanquim também foi feita em álbuns, paredes, etc..
Embora utilize-se da tinta nanquim como base para a coloração monocromática, o nome do estilo não teria nela se inspirado, visto que esta tinta já existe há mais de 2000 anos.

### Dong Yuan
Foi Dong Yuan o principal mestre deste estilo; viveu em Nanquim no Reino Tang do Sul, durante toda sua vida. Ele era conhecido por pinturas de paisagens, sintetizando o estilo elegante que se tornaria o padrão para a pintura de pincel na China nos próximos 700 anos. Tal como acontece com muitos artistas na China, sua profissão era oficial, sendo mantido pela corte local; estudou os estilos de transição para o nanquim existentes nas obras de Li Sixun e Wang Wei. No entanto, ele adicionou um número de técnicas, incluindo uma perspectiva mais sofisticada, com o uso de pontilhismo e hachuras  para criar um efeito vívido.

### Popularização na Europa
O estilo, já em declínio na China, experimentou popularização na Europa nos séculos século XVIII e século XIX, em especial no Sacro Império Romano-Germânico, na Prússia e em Portugal, sendo utilizado principalmente nas ilustrações científicas.
Seus maiores difusores foram os engenheiros e naturalistas Johann Andreas Schwebel e Franz Keller-Leuzinger. Estes foram contratados pelo Império Português para fazer o levantamento cartográfico e científico da Amazônia, além de dar suporte aos projetos de engenharia no Brasil Colônia.
Suas obras destacavam-se por retratar as paisagens tradicionais amazônicas.

### Nanquim amazônico
Foi Aldemir Martins o primeiro a popularizar o estilo no Brasil. Ele, um modernista, começou a experimentar várias inovações ao seu trabalho, em especial o nanquim.
O estilo nanquim chegou ao norte do Brasil, na década de 1970, através dos irmãos Pedro e Augusto Morbach, que haviam tido contato com alguns artistas que no Sudeste do Brasil já exploravam-no.
No Norte, entretanto, ganhou novos contornos com a adoção traços da arte tradicional indígena, da arte modernista e da arte surrealista; nascia, assim, o nanquim amazônico, com viés eclético, singular ao nanquim, tornando-se estilo próprio.
A cidade de Marabá é o principal centro difusor do nanquim amazônico, tendo como seus principais representantes Rildo Brasil e Domingos Nunes. Centros de divulgação e produção concentram-se no Galpão de Artes de Marabá, na Galeria Vitória Barros e na Faculdade de Artes Visuais da Universidade Federal do Sul e Sudeste do Pará. As obras do nanquim produzidas em Marabá estão espalhadas em galerias de arte ao redor do mundo, não focando somente a paisagem, mas também exploram a abstração, o cotidiano, retratos, etc..

## Nomes contemporâneos do nanquim
Entre os nomes contemporâneos do nanquim há Rildo Brasil, Domingos Nunes e Eduardo Marinho.